# Våtarv
Våtarv (Stellaria media) är ett mycket vanligt och rikligt förekommande ogräs i världen. I Sverige är våtarv det vanligaste örtogräset.

## Beskrivning

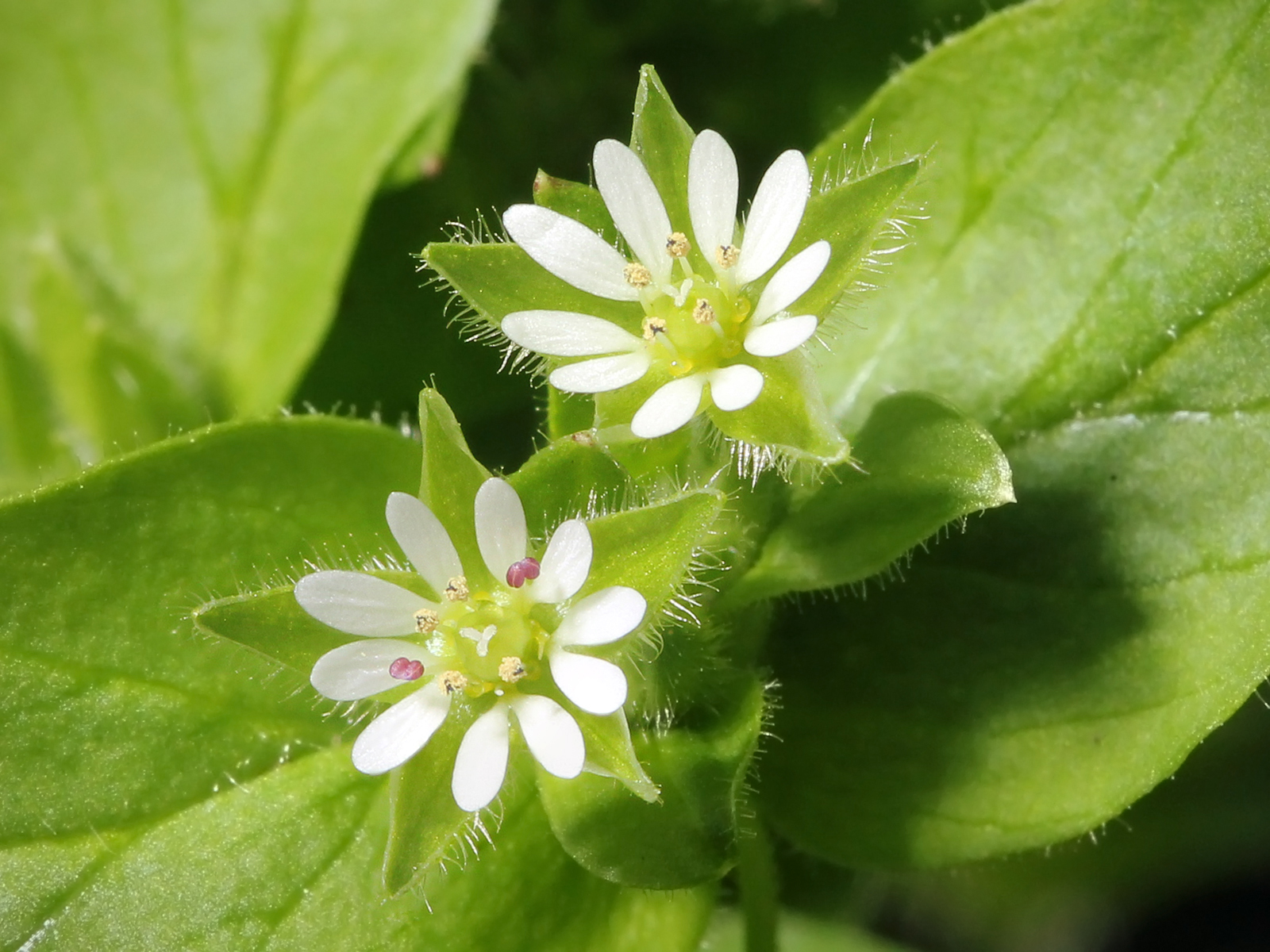
Våtarv
Lägg märke till att det skenbart är 10 kronblad; sanningen är att antalet är 5 djupt flikade kronblad.
Klicka på bilden för förstoring, så syns detta tydligt.

Våtarv är en vinterannuell ört som gror under hösten. Som höstgroende övervintrar den i vegetativt stadium, växtsäsongen därpå blommar den och producerar frön och dör sedan.  Blommorna är små med fem vita kronblad, som är kluvna nästan ända till basen. Vid första anblicken är det lätt att tro att det är tio kronblad.
Blomningstiden sträcker sig över större delen av sommarhalvåret, och vid gynnsamt väder kan den på en säsong hinna med att blomma och sätta frukt ända upp till 3 gånger.
Våtarven har en tunn hårig rand ner längs med stjälken. Detta gör att den kan skiljas ifrån till exempel hönsarv, som istället har en helt hårig stjälk. Vidare har våtarven en rund stjälk vilket gör att den enkelt kan skiljas ifrån exempelvis grässtjärnblomman, vilken har (i synnerhet vid basen) fyrkantig stjälk.
Denna växt är mycket variabel, och detaljer i utseendet beror ofta på växtplatsens förhållanden.

### Rörelser
Våtarven är ett lärorikt exempel på flera slags rörelser hos växter. Den utför periodiskt en skyddsrörelse, som består i att bladen från sitt utbredda läge reser sig upp intill stjälken på kvällen för att undgå värmeförlust under natten. Den utför också karpotropiska rörelser, det vill säga att blomskaftet efter befruktningen riktar sig nedåt i hela sin längd, liksom för att lämna plats för de yngre, utslagna blommorna i knippet. Ur detta läge rätar de åter upp sig vid frömognaden.
Det finns ytterligare en rörelse, nämligen den som det mogna fröhusets flikar utför, sedan de en varm och solig dag, då fröhuset står upprätt, böjt sig ifrån varandra för att släppa ut fröna. När fröhuset blir det allra minsta fuktigt sluter det sig snabbt så att fröna hålls helt torra. Det behövs eftersom det kan ta ganska lång tid innan lämpliga förutsättningar för fröspridningen uppkommer och fröna måste vara torra hela denna väntan för att behålla sin förmåga att spridas och sedan gro. Denna rörelse beror på hygroskopisk formförändring i fröhusets torra vägg och finns hos de flesta nejlikväxter som har frukter som öppnar sig.

### Hårighet
Hos våtarven har man också studerat en egendomligt fördelad hårighet: varje ledstycke är hårbeklätt endast utefter en linje som förbinder en bladvinkel med mellanrummet mellan de två närmast högre upp sittande bladen. Dessa hårstrimmor fuktas lättare av en regndroppe än växtens yta för övrigt och bildar ett ledningssystem som håller kvar regnvattnet och leder dess droppar från den ena bladvinkeln till den andra. Dessutom har dessa mjuka hår förmågan att suga in regnvatten. På denna genväg vinner växten saftighet, spänning och friskhet.

## Förekomst i växtodling
Våtarv som ogräs stimuleras att gro efter jordbearbetning både under vår- och höstbruket. Fröbanken som produceras överlever i jorden i 1 – 5 år.
Våtarv är ett problem i såväl höst/vårsäd, vår/höstoljeväxter, vall som potatis- och sockerbetsodling, ty den konkurrerar med huvudgrödan då denna skall gro på åkern. Dessutom är det en mycket skuggtålig växt som trivs i alla slags jordarter.
En ensidig växtföljd med mycket höststråsäd och dålig jordbearbetning kan öka våtarvpopulationen mycket.
Våtarv är även oönskad i beteshagar, då ett för stort intag hos betande djur kan ge mag/tarmproblem hos dem, p g a våtarvens innehåll av saponiner. 

## Ogräsbekämpning

### Förebyggande åtgärder
Det är viktigt att bevaka och kontrollera ogräspopulationen i fält och att arbeta med en varierad växtföljd. Eftersom våtarv är ett både höst- och vårgroende ogräs, och så anpassad till att växa i olika miljöer, är en varierad växtföljd viktigt, men inte enbart en förebyggande bekämpning. 

### Mekanisk bekämpning
Plöjning, stubb-bearbetning, radhackning och kupning då fröna börjar gro är viktiga bekämpningsåtgärder mot våtarv, om det efter sådan insats finns möjlighet att avlägsna ogräset i senare jordbearbetning.
Harvning i ett tidigt hjärtbladigt stadium i vårsådda grödor är viktigt för att få bukt med våtarv. Sen sådd kan också vara ett alternativ, men effekten kan variera.

### Kemisk bekämpning
Kemisk bekämpning är en viktig åtgärd för att bli av med ogräset på åkern. Det finns numera våtarv med resistens mot vissa kemiska bekämpningsmedel med verkningsmekanismen ALS-hämmare (hämning av aminosyrasyntes). Det är därför viktigt att vara noggrann med att använda olika kemiska preparat med olika verkningsmekanismer för att minimera resistensuppkomst hos våtarv. 

## Habitat
Våtarv är vanlig i hela Europa, centrala delar av Nordamerika, nordvästligaste Afrika, tempererade delar av västra Asien och sydöstra Asien. Dessutom finns små lokaler spridda lite över allt utanför dessa områden.

### Utbredningskartor
- Norden
- Norra halvklotet

## Biotop
Trivs bäst på kulturmark, gärna fuktiga, skuggiga platser och nitrogenrik jordmån.

## Användning
Hela växten är ätbar och behöver inte tillagas. Den är rik på protein, kolhydrater och askorbinsyra (C-vitamin) och kan plockas tills snön faller.
Småfåglar och kycklingar äter gärna våtarv, vilket givit upphov till det lokala namnet fågelgräs. På samma sätt det engelska namnet på växten, chicken weed, kycklinggräs.
Enligt folkmedicin kan bölder behandlas genom att man lägger färsk våtarv över bölden.

## Bygdemål
| Namn      | Trakt        | Förklaring                                                                               | Referens |
| --------- | ------------ | ---------------------------------------------------------------------------------------- | -------- |
|           |              |                                                                                          |          |
| Arv       |              |                                                                                          |          |
| Fettagg   | Västerbotten |                                                                                          |          |
| Fågelgräs | Skåne        | Förr skiljde man inte på örter och gräs. Även det vi idag kallar örter kallades då gräs. |          |
| Natagräs  |              | Förr skiljde man inte på örter och gräs. Även det vi idag kallar örter kallades då gräs. |          |
| Vattugräs |              | Förr skiljde man inte på örter och gräs. Även det vi idag kallar örter kallades då gräs. |          |
| Nata      |              |                                                                                          | [ 7 ]    |
| Nate      |              |                                                                                          |          |
| Tagg      | Västerbotten |                                                                                          |          |
| Vannarre  | Skåne        | Förvrängning av vattenarv                                                                | [ 8 ]    |
| Vannarv   |              |                                                                                          | [ 7 ]    |
| Vassarv   | Närke        |                                                                                          | [ 8 ]    |
| Våtarv    | Blekinge     |                                                                                          | [ 8 ]    |

## Varianter[9]
- Stellaria media ssp. neglecta (Weihe) Murb. = bokarv har nu gällande namn Stellaria neglecta (Lej.) Weihe, 1825
- Stellaria media ssp. pallida = blekarv har nu gällande namn Stellaria pallida (Dumort.) Crép., 1866.
- Stellaria media var. maritima är nu gällande vetenskapliga namn för strandvåtarv
- Stellaria media var. media är nu gällande vetenskapliga namn för vanlig våtarv

## Bilder

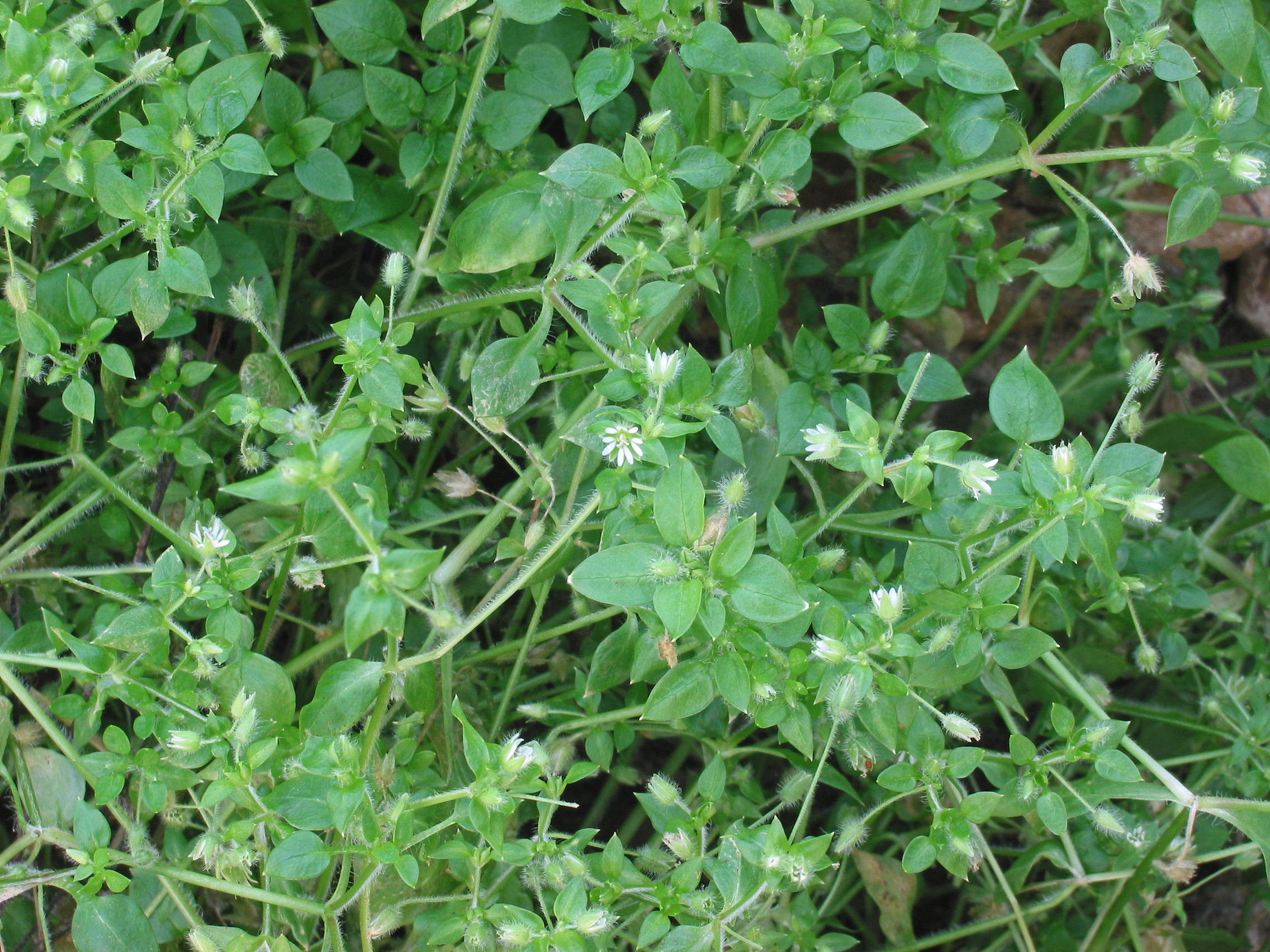
Habitat
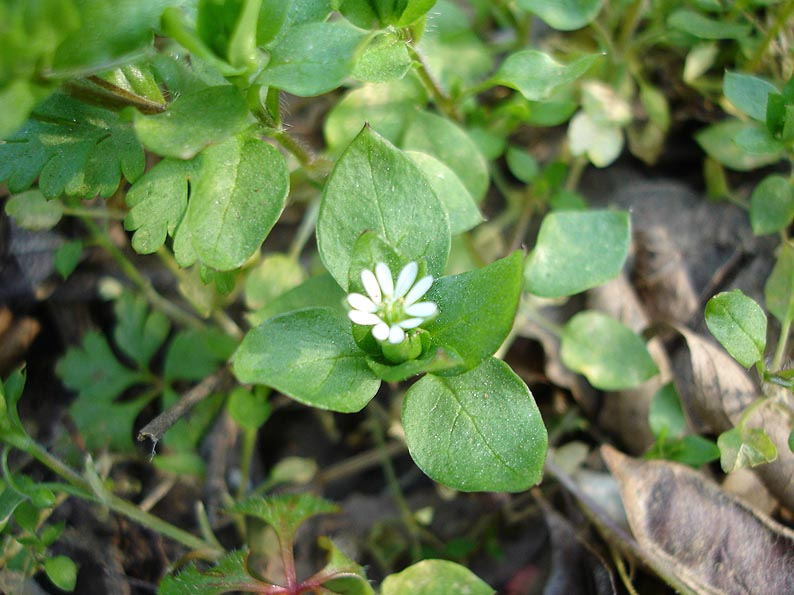
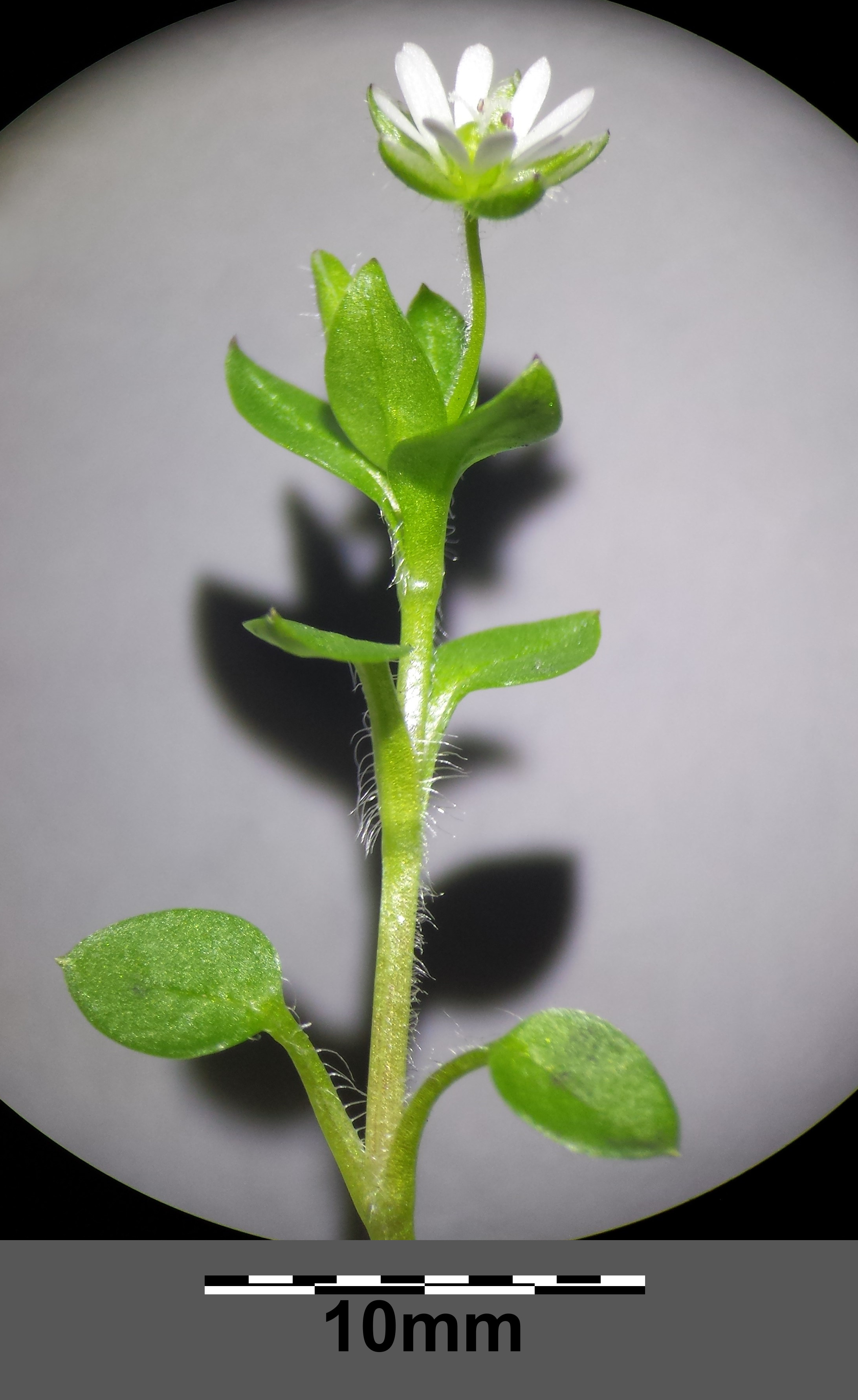
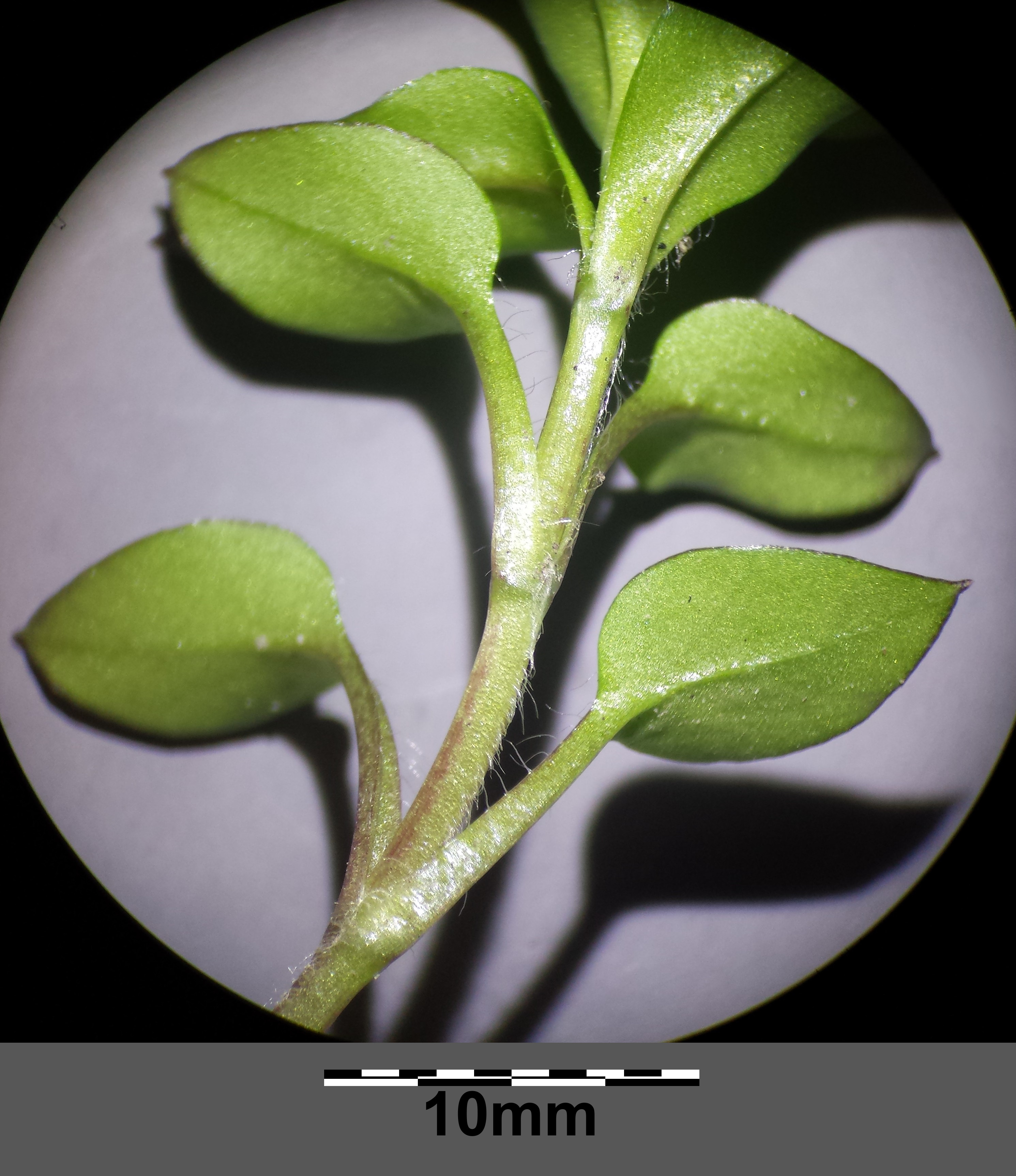
Blad
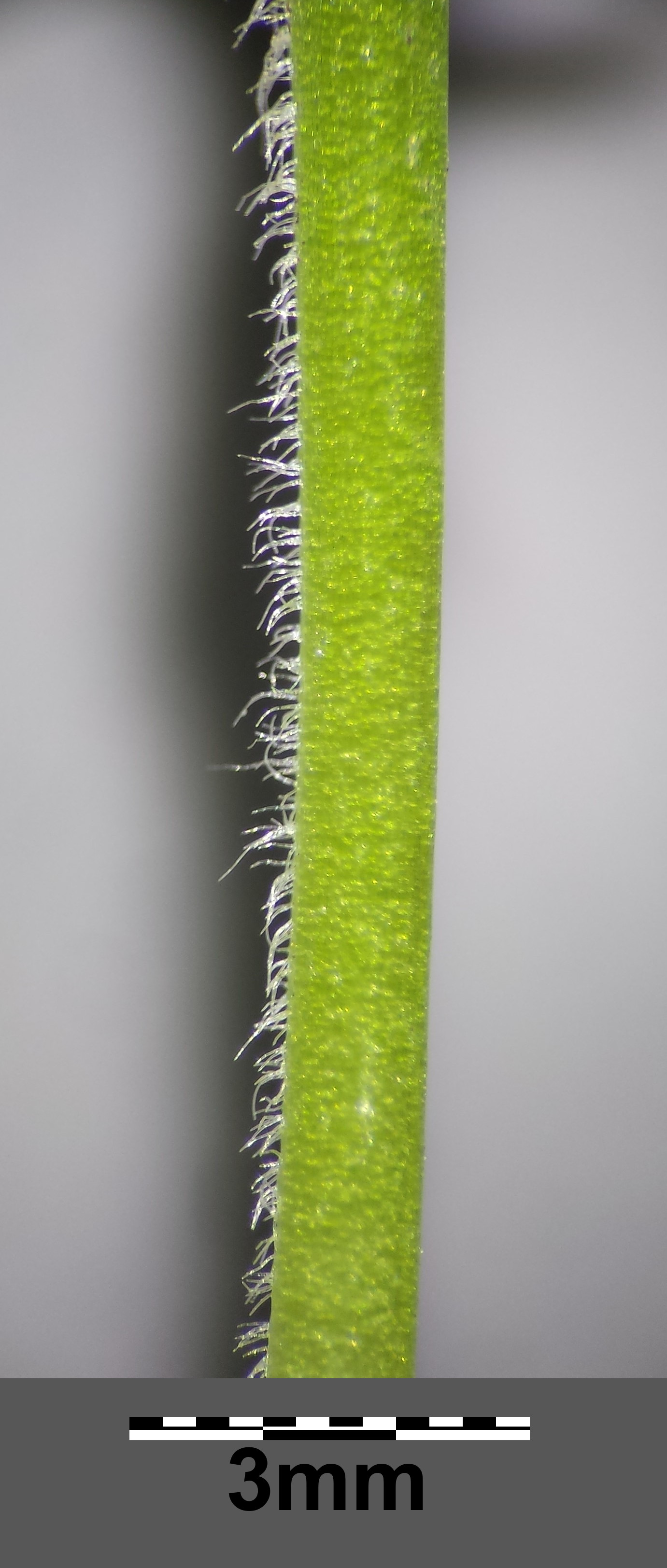
Stjälk Lägg märke till att håren sitter i en sträng enbart på ena sidan av stjälken
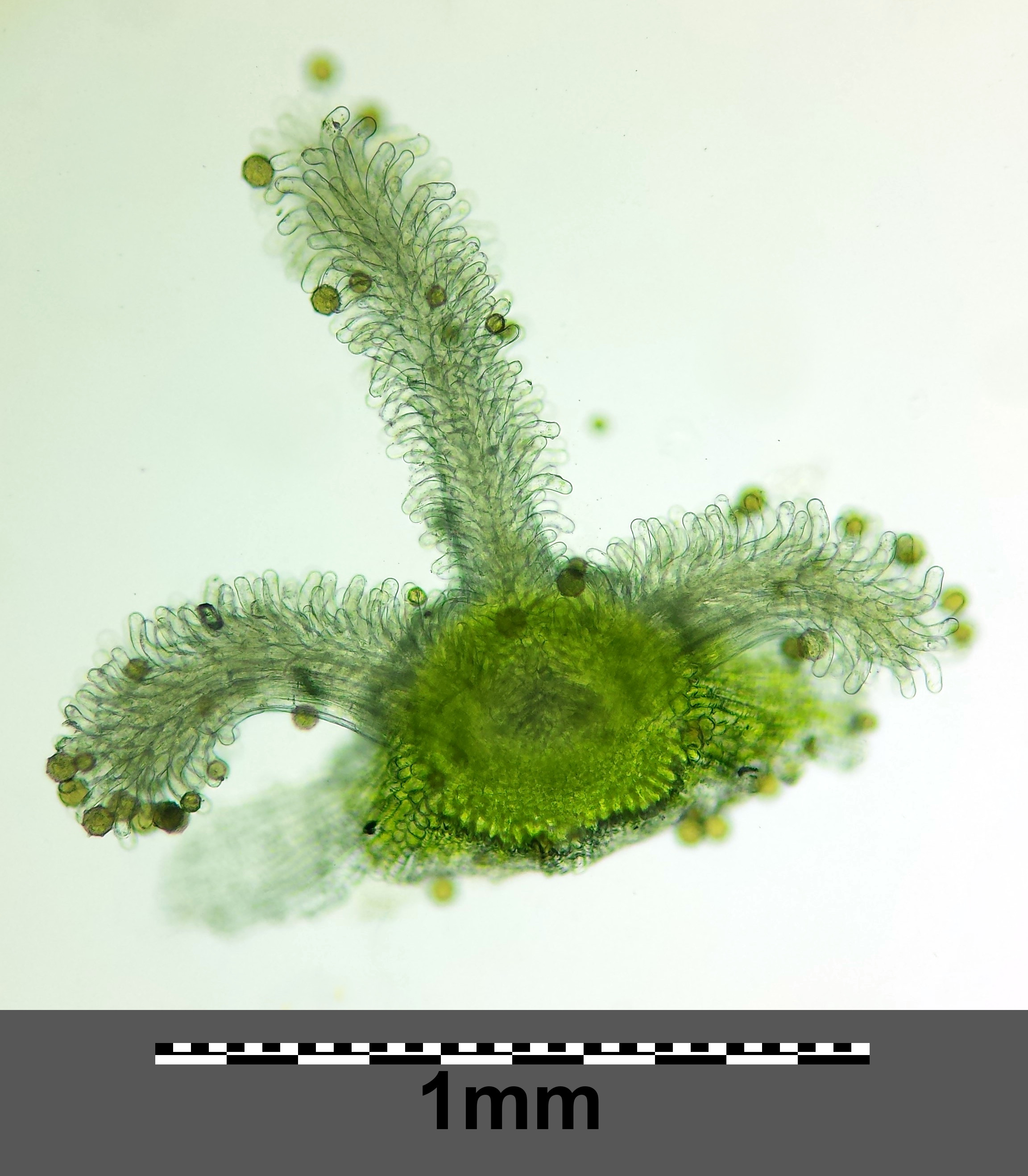
Pistillens märke med pollenkorn Skalstaven är 1 mm lång
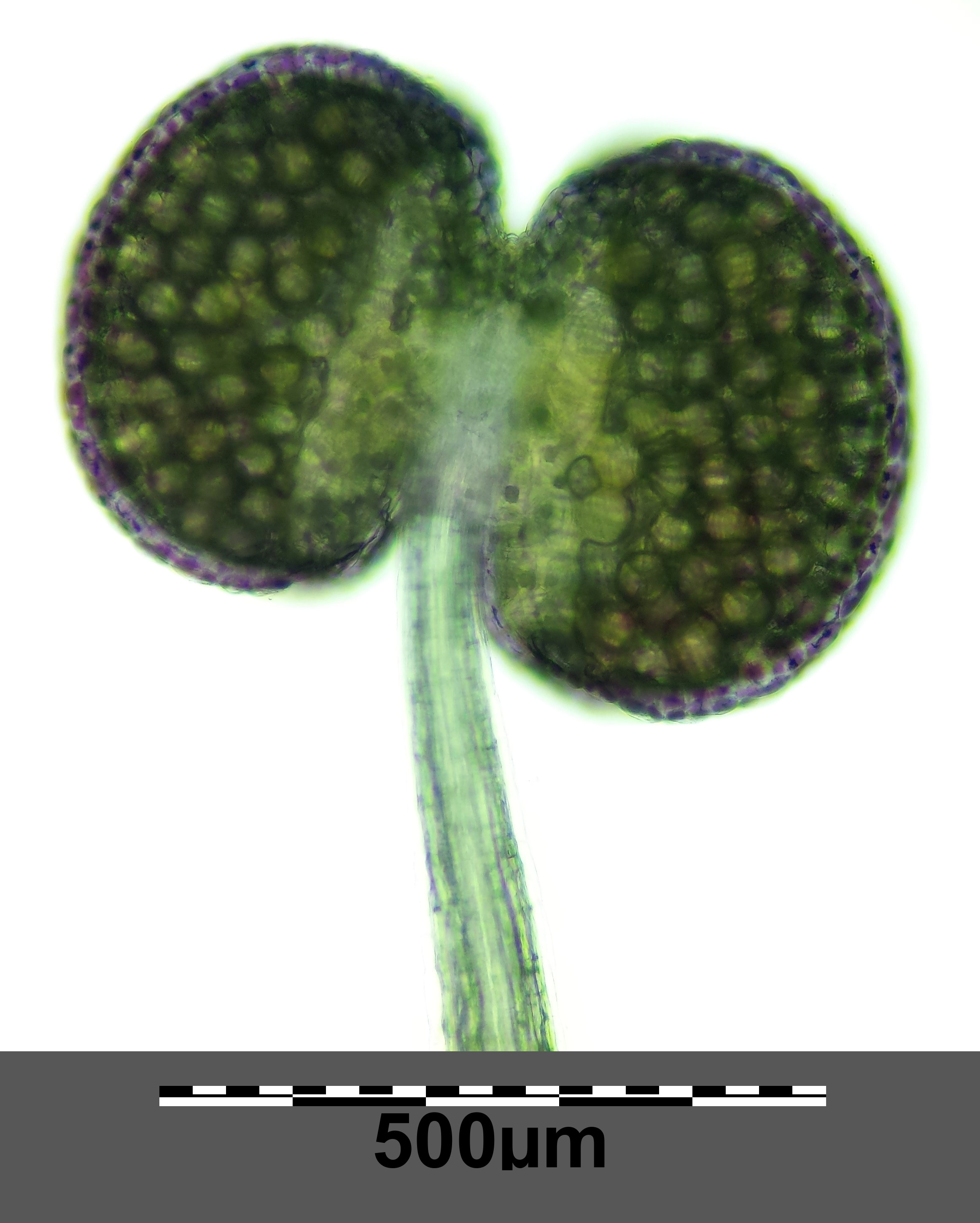
Tvårummig ståndareknapp med pollen Skalstaven är 0,5 mm lång
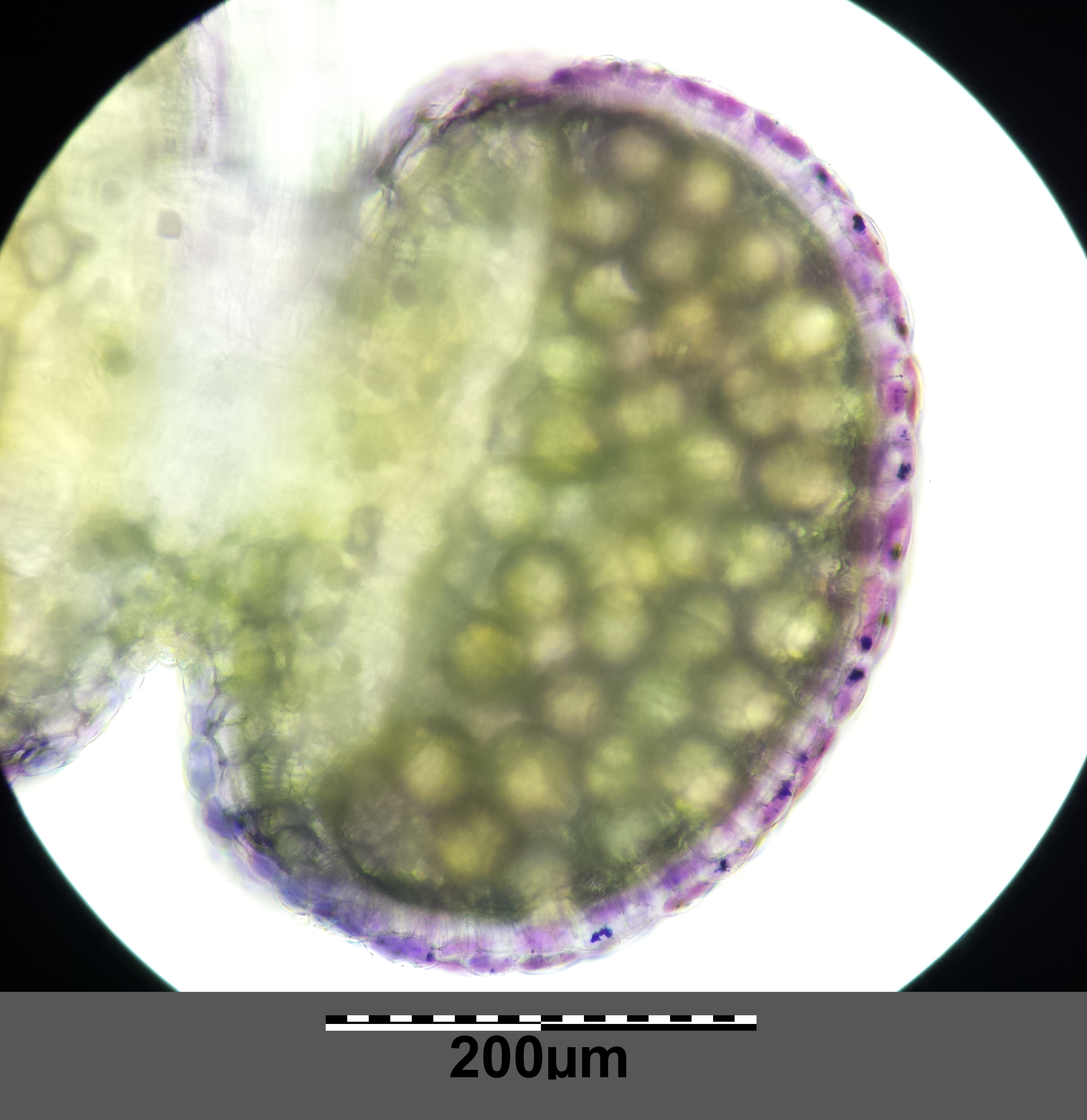
Ståndarecell med pollen Skalstaven är 0,2 mm lång
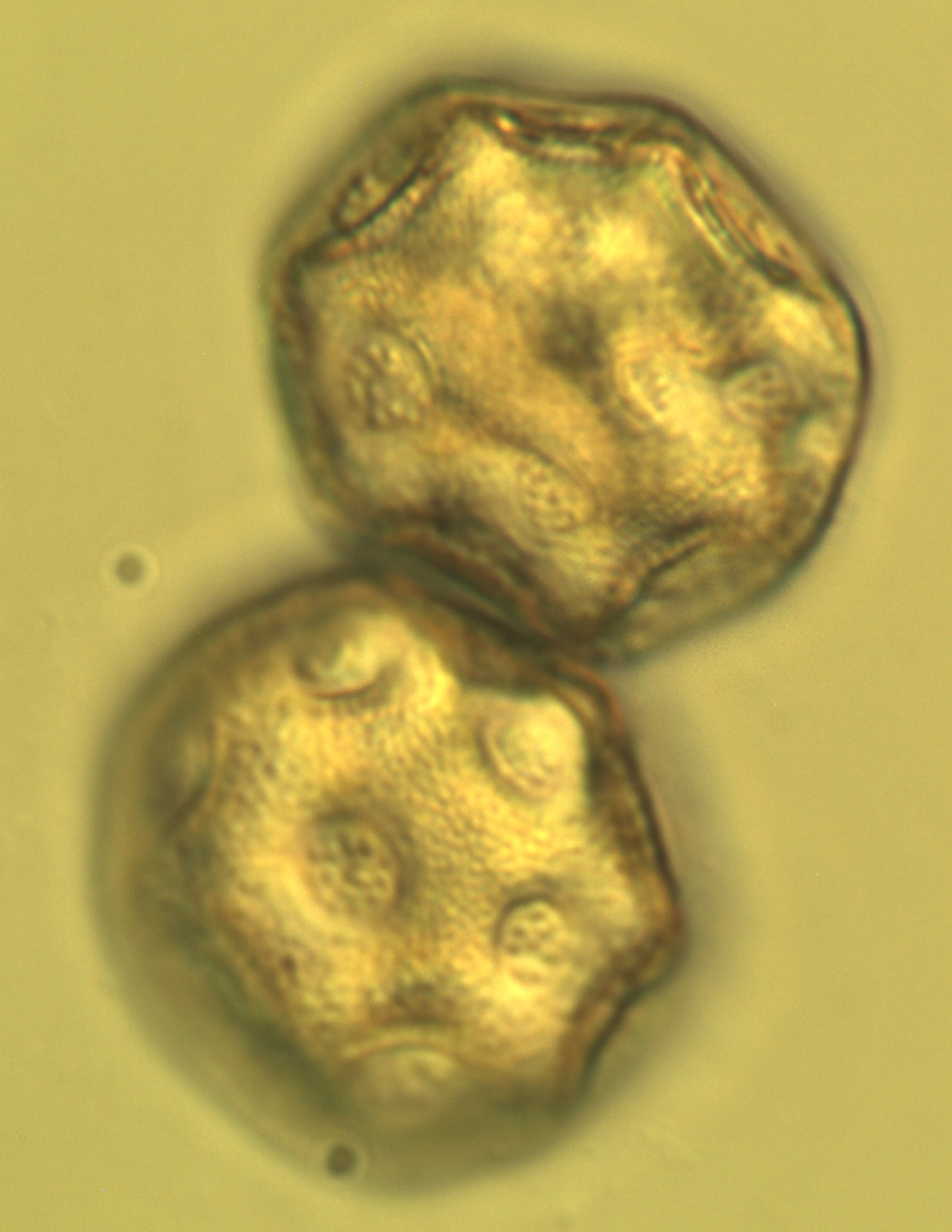
Pollenkorn Förstoring 400 ×
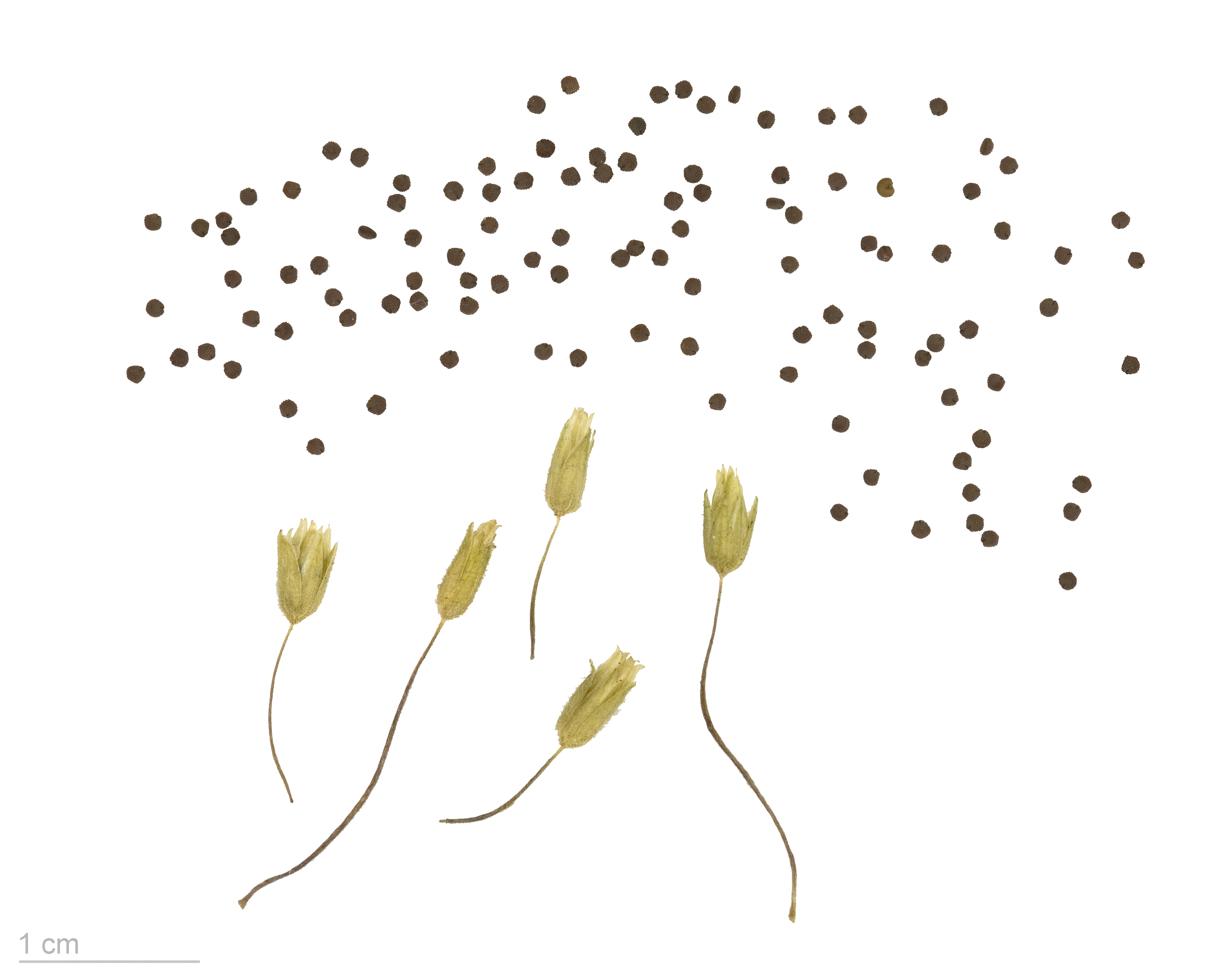
Stellaria media Frön